# Хомберг (Ом)
Хомберг (њем. Homberg) град је у њемачкој савезној држави Хесен. Једно је од 19 општинских средишта округа Фогелсберг. Према процјени из 2010. у граду је живјело 7.724 становника. Посједује регионалну шифру (AGS) 6535009.

## Географски и демографски подаци
Хомберг се налази у савезној држави Хесен у округу Фогелсберг. Град се налази на надморској висини од 288 метара. Површина општине износи 88,0 km². У самом граду је, према процјени из 2010. године, живјело 7.724 становника. Просјечна густина становништва износи 88 становника/km².

## Међународна сарадња
| Мјесто | Држава    | Врста сарадње | Од    |
| ------ | --------- | ------------- | ----- |
|        | Француска | партнерство   | 1981. |
| Извор  |           |               |       |